# Pandiaka longipedunculata
Pandiaka longipedunculata är en amarantväxtart som beskrevs av Albert Peter. Pandiaka longipedunculata ingår i släktet Pandiaka och familjen amarantväxter. Inga underarter finns listade i Catalogue of Life.